# ウツボカズラ
ウツボカズラ（靫葛）は、ウツボカズラ属の植物の総称でもあるが、その中の1種であるNepenthes rafflesiana Jack の標準和名でもある。この記事はこの種について扱う。丸く膨らんだ袋と漏斗型の袋の2つの型の捕虫袋を付けるもので、東南アジアに比較的広い分布域を持つ。

## 特徴
常緑性の蔓植物で食虫植物。茎は細長く伸びて4mほどになるが、時として15mに達する例もある。茎には白い綿毛が密生し、特に若い茎に多い。捕虫袋や葉の形は茎の下部と上部で異なる。
下部の葉は葉身が披針形からさじ型で長さ8-30cm、幅1.5-5cm、葉柄は長さ2-10cmで楯溝と細い翼があり、その基部は茎の半分から2/3までを抱える。そこから生じる捕虫袋は全体に球形から卵形で下が丸く膨らんでいる。よく発達した翼が縦に2枚あり、その縁は細かな糸状に裂ける。袋の口にある縁歯はよく発達し、平らで袋の内部に向けて垂直に伸び、その幅は1.2-1.5cmになる。

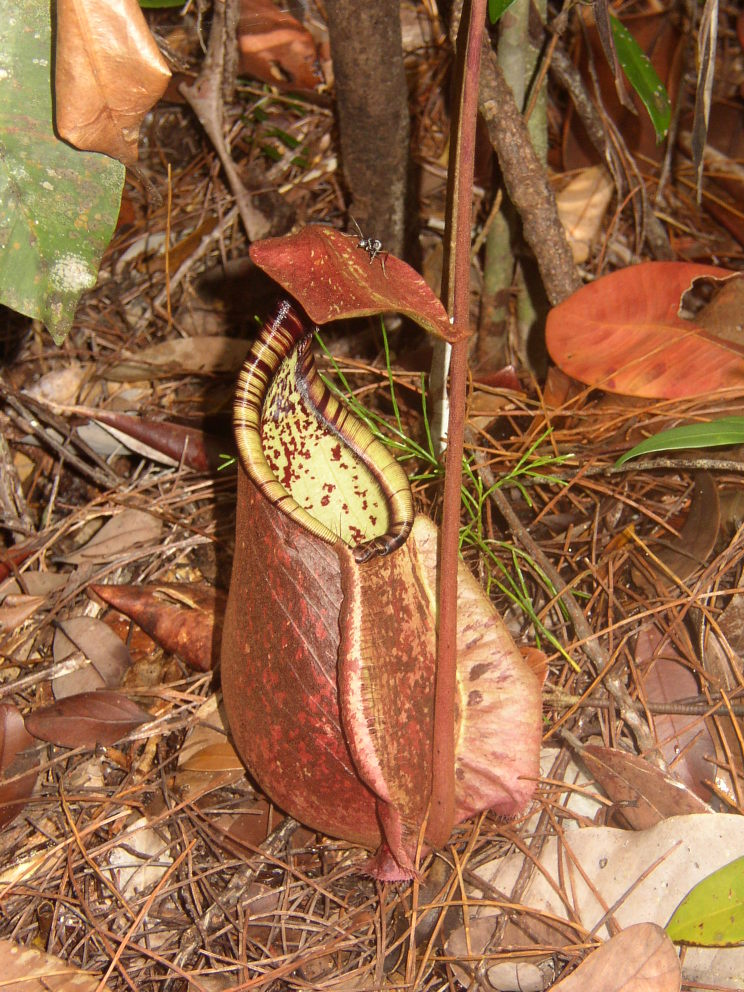
下部の袋
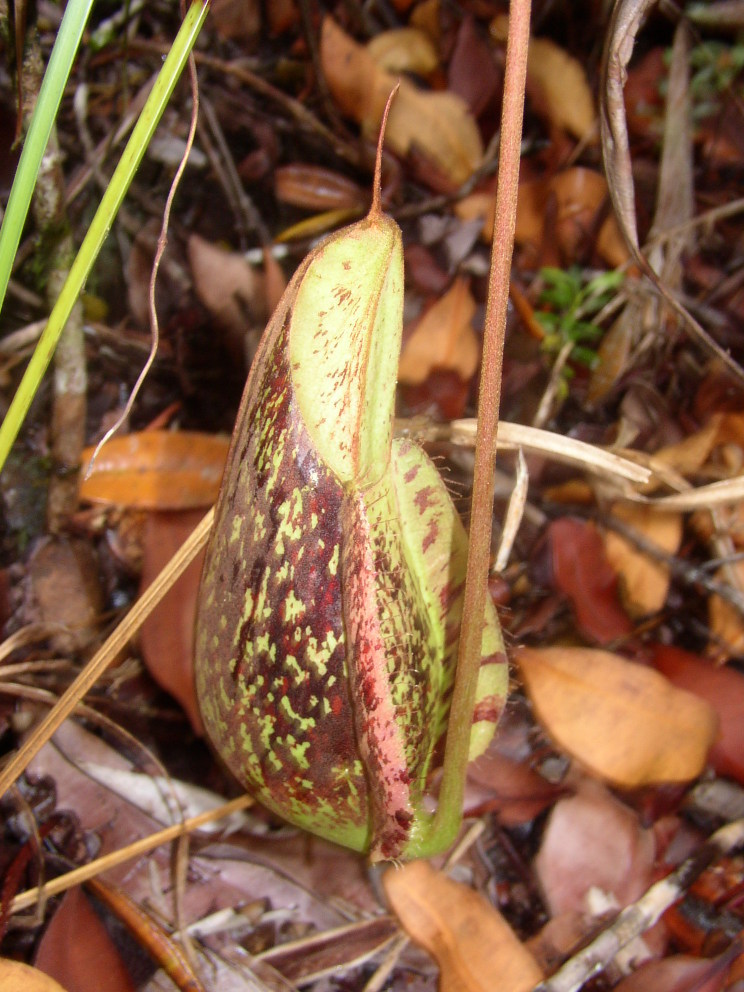
袋が開く前
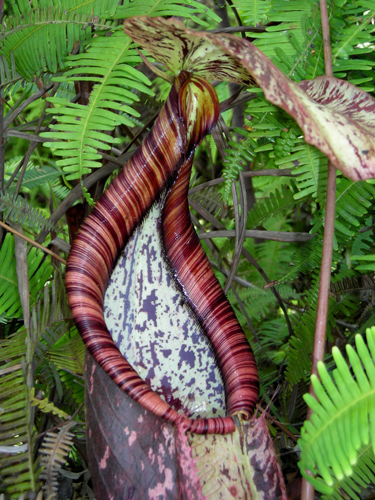
縁歯
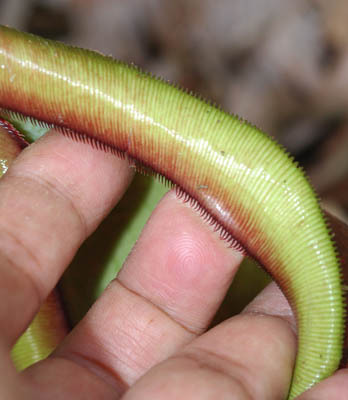
縁歯・内側の様子

茎の上部では、葉は長さ12-30cm、幅3-10cm、葉身の形は倒卵円形から披針形、葉柄は長さ6-15cmでやはり縦溝と狭い翼があるが、その基部は茎を半分ほどしか抱えない。そこに生じる捕虫袋は上向きに広がった漏斗型で縦の翼は無くなる。

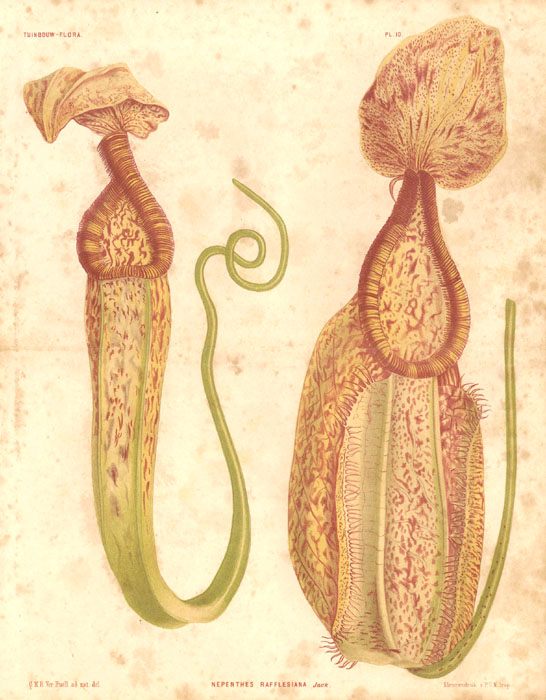
図版・袋の2形
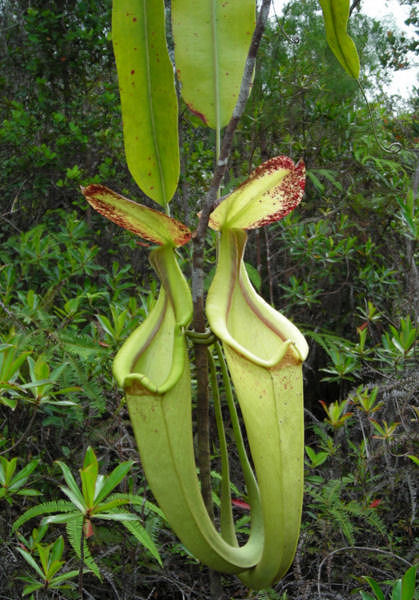
上部の袋・緑のもの
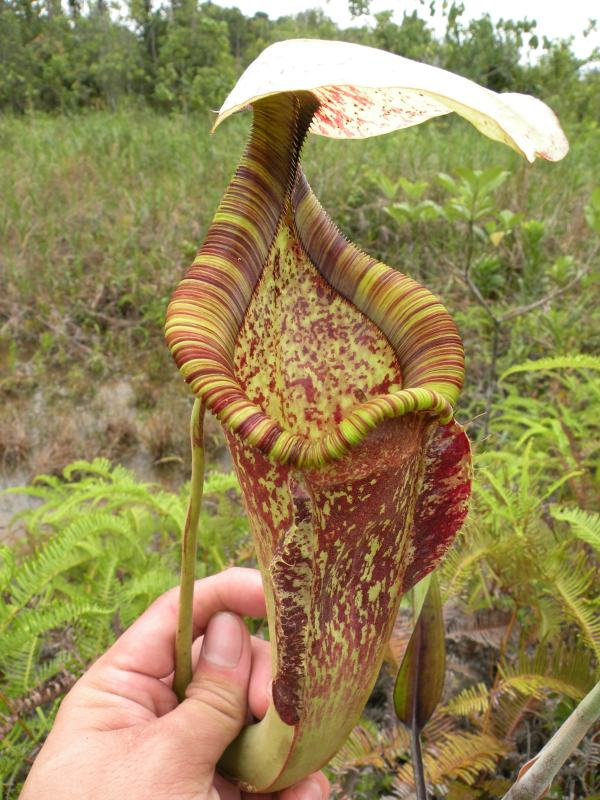
赤い斑紋の出たもの

ただし袋の形態やその斑紋などには変異が多い。
学名の種小名はイギリスの植民地行政官で、ナチュラリストとしても知られるトーマス・ラッフルズにちなんだものである。

## 分布と生育環境
マレー半島、シンガポール、ボルネオ島、スマトラ島などに広く分布する。低地に生える。特にマレー半島やボルネオ島では普通種で、低地林の林縁によく見られる。雑草的な性格の丈夫な植物である。

## 自然交雑種
分布域の重なるツボウツボカズラ N. ampularia はより湿潤な林を好むが、同じ場所に生育していることもあり、自然交雑種としてフッカーウツボ N. ×hookeriana がある。形態的には両者の中間的である。捕虫袋はやはり2形を示し、下部のものは壺型、よく発達した翼があるが、その縁は縁毛のある型から細かな鋸歯のあるものまで変異が多い。上のものは漏斗型。ボルネオ、スマトラ、マレー半島で自生が知られている。

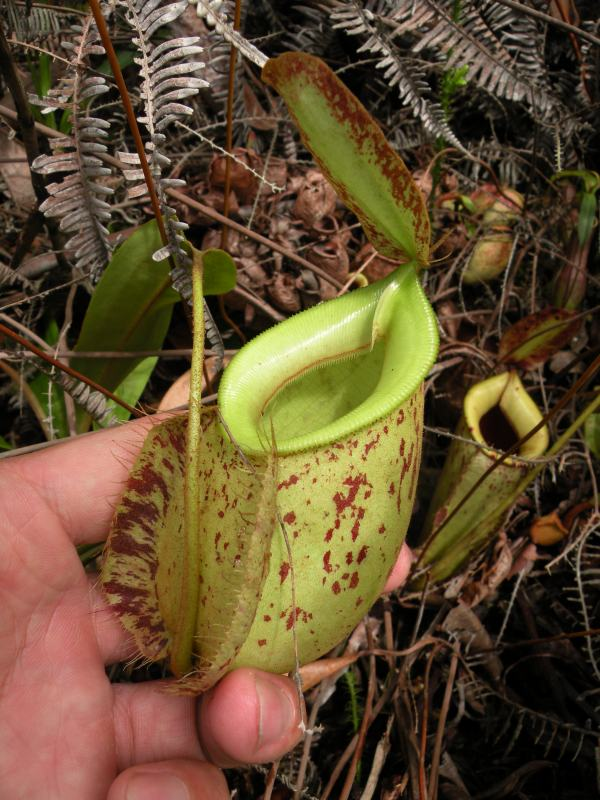
フッカーウツボ 下部の袋
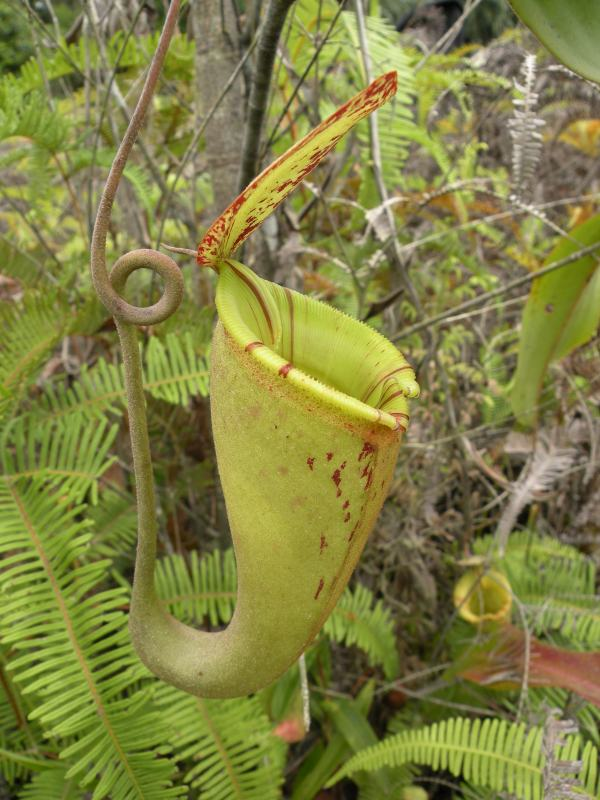
同・上部の袋
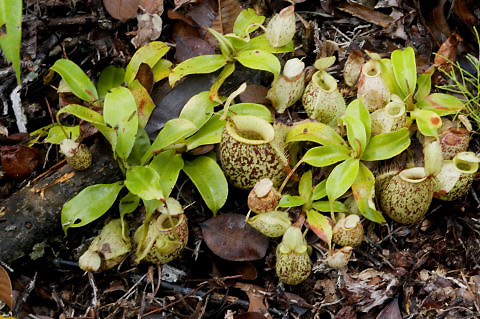
地上に並んだ袋

## 利用
観葉植物、食虫植物として観賞用に栽培される。本種はその歴史が古く、イギリスに導入されたのは19世紀の初め、日本に持ち込まれたのは1902年にさかのぼる。